# Lamamek
Lamamek is een bestuurslaag in het regentschap Simeulue van de provincie Atjeh, Indonesië. Lamamek telt 682 inwoners (volkstelling 2010).